# Hát hà lều
Hát hà lều là một trong các làn điệu lượn dân ca Tày-Nùng ở Cao Bằng, Việt Nam. Có những nét gần gũi với quan họ Bắc Ninh, thường được hát lên trong các cuộc vui, những dịp nam thanh, nữ tú tỏ tình, giao duyên. Họ hát đối đáp nhau, khi bên này vừa dứt thì bên kia đã cất cao lời đáp. Nếu cả hai bên đều có "thầy" ứng tác giỏi thì cuộc hát như một dòng chảy, không bao giờ ngắt quãng.
| “ | "Pỉ pay khoăn nhằng dú thang sàn Băư mạy tốc dá dan noọng nớ | ” |
Nghĩa của câu này là:
| “ | "Anh đi hồn ở lại cuối sàn Lá rụng đừng giật mình em nhé! | ” |